# 북부흰뺨긴팔원숭이
북부흰뺨긴팔원숭이 (학명, Nomascus leucogenys)는 긴팔원숭이의 일종으로, 베트남과 라오스 그리고 중국의 윈난성이 원래 토착 지역이었다. 이전에 같은 종으로 생각되었던 남부흰뺨긴팔원숭이(Nomascus siki)와 밀접한 관계에 있다. 이 두 종의 암컷은 겉모양으로는 사실상 거의 분간할 수 없다.